# 沙瓦涅昂帕耶
沙瓦涅昂帕耶（法語：Chavagnes-en-Paillers，法語發音：[ʃavaɲ ɑ̃ paje]）是法国卢瓦尔河地区大区旺代省的一个市镇，位于该省北部，属于永河畔拉罗什区。

## 地理
沙瓦涅昂帕耶（46°53'32"N, 1°15'10"W）面积40.57 平方千米，位于法国卢瓦尔河地区大区旺代省，该省份为法国西部沿海省份，北起大西洋卢瓦尔省和曼恩-卢瓦尔省，西临大西洋，南至滨海夏朗德省，东部及东南部与德塞夫勒省接壤。
与沙瓦涅昂帕耶接壤的市镇（或旧市镇、城区）包括：巴佐日昂帕耶、拉布瓦西耶尔-德蒙泰居、莱布鲁济勒、绍谢、拉拉巴特利耶尔、圣安德烈古勒杜瓦、圣菲尔让、蒙泰居旺代。

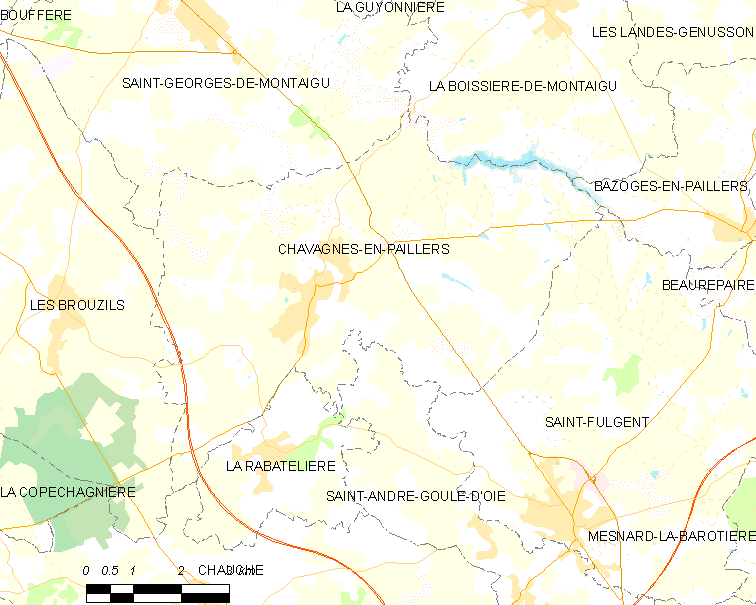
沙瓦涅昂帕耶的OSM定位图

沙瓦涅昂帕耶的时区为UTC+01:00、UTC+02:00（夏令时）。

## 行政
沙瓦涅昂帕耶的邮政编码为85250，INSEE市镇编码为85065。

## 政治
沙瓦涅昂帕耶所属的省级选区为蒙泰居旺代县。

## 人口

1962-2008年间沙瓦涅昂帕耶人口变化图示

沙瓦涅昂帕耶于2022年1月1日时的人口数量为3648人。